# Делени (Олт)
Делени (рум. Deleni) насеље је у Румунији у округу Олт у општини Теслуј. Oпштина се налази на надморској висини од 205 m.

## Становништво
Према подацима из 2002. године у насељу је живело 541 становника, од којих су сви румунске националности.